# Tupistra pingbianensis
Tupistra pingbianensis är en sparrisväxtart som beskrevs av J.L.Huang och X.Z.Liu. Tupistra pingbianensis ingår i släktet Tupistra och familjen sparrisväxter. Inga underarter finns listade i Catalogue of Life.